# سيسلينكس
يعرف مشروع سيسلينكس (بالإنجليزية: SYSLINUX) على أنه مشروع يحوي مجموعة من مدراء الإقلاع خفيفة التحميل تحت مظلة IBM لسجلات الإقلاع الرئيسي للعمل مع الأجهزة التي تستخدم نواة لينكس في أنظمتها التشغيلية، هذا المشروع هو ثمرة عمل (هانز بيتر أنفين) وهو مبرمج حاسوب معروف في عالم البرمجيات الحرة والمفتوحة المصدر، ويمكن أيضا تقسيم المشروع إلى عدة أنظمة منفصلة وأشهرها على الإطلاق نظام أيزولينكس (ISOLINUX).

## قائمة الاستخدامات
- سيسلينكس -المشروع- (SYSLINUX) في بدايته كان يستخدم للإقلاع من نظام الملفات التي تنتمي للنوع «فات» (FAT) ومن الأمثلة على ذلك الإقلاع من القرص المرن أو من فلاش يو اس بي.
- أيزولينكس (ISOLINUX)، استخدمت هذه البرمجية للإقلاع من القرص المضغوط الذي ينتمي لعائلة 9660 من نظام الملفات.
- بيكسيلينكس (PXELINUX)، استخدمت هذه البرمجية للإقلاع من خادم شبكات باستخدام تقنية (بيئة الإقلاع التنفيذية القبلية -Preboot Execution Environment- وتختصر ب"PXE").
- إكستيلينكس (EXTLINUX)، استخدمت هذه البرمجية للإقلاع من نظام الملفات التي تنتمي للعائلات EXT وBTRFS والمشهور منها ext2/ext3/ext4.
- ميمدسك (MEMDISK)، استخدمت هذه البرمجية لإقلاع أنظمة التشغيل القديمة مثل الدوس باستخدام المنصات الآنفة الذكر.
- يوجد هناك قائمتين منفصلتين للأنظمة.
- يوجد أيضا منصة بيئة تطويرية لاستخدام الإضافات على ما سرد قوله.

## الاستعمالات
- سيسلينكس وأيزولينكس:

عادة لا يستخدم سيسلينكس لإقلاع نظام لينكس الكامل وذلك لأن لينكس غير مهيأ للتنصيب في بيئة FAT لملفات النظام ولكنه غالبا ما يستخدم للإقلاع من الإقراص المرنة أو فلاش (يو اس بي) أو من أي نظام آخر خفيف التحميل، واعتبارا بذلك فمن الجدير ذكره أنه ولهذا السبب فإن معظم توزعيات لينكس التي تستخدم ما يسمى بالقرص المضغوط الحي (Live CDs) والأقراص المضغوطة المهيئة للإقلاع تستخدم سيسلينكس لتحقيق ذلك.
نضيف إن هناك تعقيد بسيط في عملية الإقلاع من القرص المضغوط حيث أن معايير ما يسمى بالـ (إل توريتو) تسمح بالإقلاع باستخدام نمطين مختلفتين لنظام التشغيل وهما:
1. نمط محاكاة القرص المرن: معلومات الإقلاع تكون مخزنة في ملف داخل القرص المرن الذي يحوي على نظام ملفات من نوع FAT ومن ثم يتم تحميله من القرص المضغوط وبعدها يبدأ بالتصرف كقرص مرن خيالي (virtual floppy disk)
2. نمط اللامحاكاة: معلومات الإقلاع تكون مخزنة بشكل مباشر في القرص المضغوط (وليس في القرص المرن!) وفي هذا النمط يستخدم أيزولينكس وبما أن الأيزولينكس يمكن ألا يعمل بشكل جيد خصوصا في حالة وجود بعض الأعطال في البيوس فإن هذه الطريقة أو النمط تعتبر في غاية الفائدة وهذا يشمل بعض الحواسيب التي تم صنعها قبل العام 1999 وأما بالنسبة للحواسيب الجديدة ففي معظم الأحيان ما يتم اعتماد هذا النمط في عملية الإقلاع.

ومن الجدير بالذكر أن استخدامات سيسلينكس في نمو متزايد خصوصا في مجالات اليو أس بي الحية (Live USB Flash) فعلى سبيل المثال تستطيع الآن بعض توزيعات لينكس مثل التوزيعة سلاكس SLAX أو نوبكس Knoppix وغيرهما الكثير من التوزيعات القيام بعملية الإقلاع وتحميل نظام التشغيل كاملا على الذاكرة الرئيسية مما يسمح للمستخدمين بتجريب النظام من دون تنصيبه على القرص الصلب ومن دون احداث أي أضرار على نظام الحاسوب الأصيل.
النسخ الجديدة من أيزولينكس تسمح باختلاق ما يسمى بالهايبرد أيزو (Hybrid ISO) والتي تقوم بوضع كل من معايير الإل توريتو وسجل الإقلاع الرئيسي في ملف أيزو واحد مما يتيح للمستخدمين الإقلاع كقرص مضغوط (CD/DVD) أو يو أس بي فلاش، انظر إلى هذا الرابط نسخة محفوظة 30 يونيو 2017 على موقع واي باك مشين. للتقييم (الرابط باللغة الإنجليزية)
- بيكسيلينكس: يستخدم بيكسيلينكس جنبا إلى جنب مع معامل بيئة الإقلاع التنفيذية القبلية (Preboot eXecution Environment) المخصص لذاكرة القراءة "فقط" (ROM) في بطاقة الشبكة (Network Card) المنصوبة على عتاد الجهاز المرئي، ويقوم معامل بيئة الإقلاع التنفيذية القبلية باستخدام بروتوكول التشكيل الدينامي (DHCP) أو بروتوكول الإقلاع (Bootstrap Protocol ما يعرف اختصارا ب BOOTP) للسماح بالتبادل الشبكي عبر حزمة بروتوكولات الإنترنت أو ما يعرف اختصارا ب (TCP/IP)، يقوم بيكسيلينكس بتحميل برمجية إقلاع عن طريق بروتوكول نقل الملفات المبسط (TFTP) ومن ثم تقوم برمجية الإقلاع بتحميل وتخصيص نواة النظام وفق لمعلمات كان قد تم تحميلها عن طريق بروتوكول نقل الملفات المبسط مع برمجية الإقلاع. وبشكل نموذجي فإن بيكسيلينكس يستخدم في تنصيب أنظمة لينكس من خوادم شبكات مركزية على أنظمة خالية من الأقراص بشكل عام.
- إكستيلينكس: يعتبر إكستيلينكس مدير إقلاع نموذجي شأنه في ذلك شأن ليلو وجنو جرب، ومنذ الإصدار رقم 4 لسيسلينكس فقد تم دمج إكستيلينكس مع سيسلينكس ليشكل إكستيلينكس جزءا مهما من أدوات سيسلينكس.

## أداة الكشف عن عتاد النظام المرئي
منذ الإصدارة رقم 3.74 بدأ مشروع سيسلينكس باستضافة مشروع الكشف عن عتاد النظام المرئي أو ما يسمى بـ"(Hardware Detection Tool (HDT" وتم التعامل مع هذا المشروع على كونه إضافة ممتازة لمشروع سيسلينكس، وتسمى هذه الأداة أو الإضافة ب (Syslinux com32 module) وتقوم بإظهار معلومات منخفضة المستوى لأي نظام مبني أو يوافق هيكلية x86، كما وتقوم هذه الإضافة بتقديم واجهة سطر أوامر أو واجهة رسومية لقائمة بسيطة لتصفح محتويات العتاد.
وتجدر الإشارة هنا إلى أن هذه الإضافة موجودة على 3 أشكال مختلفة جميعها تؤدي نفس الوظيفة وهي:
1. ملف com32.
2. ملف أيزو إقلاعي (bootable ISO).
3. ملف في قرص مرن بحجم 2.88 ميجابايت.

## وصلات خارجية
- سيسلينكس على موقع Open Hub (الإنجليزية)
- موقع سيسلينكس
- موقع تحميل سيسلينكس
- Joseph's Site - PXELinux - ملاحظات حول وضع سيسلينكس في بيئة العمل